# 山西省 (中華民国)
山西省（さんせいしょう）は、かつて中華民国に存在した省。

## 地理
管轄区域は現在の中華人民共和国山西省にほぼ相当するが、黄河以北は現在の内モンゴル自治区、高陽県南東部が現在の河南省の行政区画となっている。
東は河北省、西は陝西省、南は河南省、北は綏寧省と接していた。

## 行政沿革
1911年（宣統3年）10月10日、武昌起義により辛亥革命が勃発すると10月29日、太原新軍は決起、太原軍政府を組織した。また12月31日には運城で河東軍政府が成立したが翌年4月4日、1912年（民国元年）1月には大同軍政府が成立したが、同月15日にそれぞれ崩壊している。
1927年（民国16年）6月、晋綏陸軍総司令であった閻錫山は国民革命軍を組織、既存の山西省長公署を解体し山西省政府を組織した。1949年（民国38年）4月24日、中国共産党・人民解放軍により太原が「解放」され、中華民国（中国国民党政府）はその実効支配を喪失した。

## 省会
1947年（民国36年）5月以前は陽曲県に、それ以降は太原市に設置された。

## 行政区画

### 道制
民初は清代の道が廃止されたが、1913年（民国2年）3月に中路道、北路道、河東道、帰綏道観察使が設置された。1914年（民国3年）5月、全省に冀寧道、雁門道、河東道の3道が設置された。1927年（民国16年）に道制は廃止された。
- 冀寧道
- 雁門道
- 河東道

### 県級行政区画
中華人民共和国成立直前の管轄行政区画は下記の1市105県。（50音順）
- 市
  - 太原市
- 県
  - 安沢県:清代の岳陽県。1914年1月改称。
  - 安邑県
  - 猗氏県
  - 盂県
  - 右玉県
  - 栄河県
  - 永済県
  - 永和県
  - 垣曲県
  - 応県
  - 夏県
  - 解県
  - 介休県
  - 懐仁県
  - 河曲県
  - 霍県
  - 河津県
  - 岢嵐県
  - 祁県
  - 吉県
  - 郷寧県
  - 曲沃県
  - 忻県
  - 虞郷県
  - 興県
  - 絳県
  - 崞県
  - 孝義県
  - 交城県
  - 洪洞県
  - 高平県
  - 壷関県
  - 広霊県
  - 五寨県
  - 五台県
  - 渾源県
  - 左雲県
  - 朔県
  - 山陰県
  - 隰県
  - 寿陽県
  - 襄垣県
  - 襄陵県
  - 稷山県
  - 徐溝県
  - 沁県
  - 沁源県
  - 晋源県:清代の太原県。1947年6月改称。
  - 新絳県
  - 晋城県:清代の鳳台県。1914年1月改称。
  - 沁水県
  - 神池県
  - 清源県:1912年5月、徐溝県より分割設置。1915年3月に徐溝県に統合、1917年5月に再設置。
  - 芮城県
  - 静楽県
  - 昔陽県:1912年5月に楽平県として成立。1914年1月改称。
  - 石楼県
  - 代県
  - 太谷県
  - 大同県
  - 大寧県
  - 中陽県:清代の寧郷県。1914年1月改称。
  - 長子県
  - 長治県
  - 趙城県
  - 定襄県
  - 天鎮県
  - 屯留県
  - 寧武県
  - 馬邑県
  - 繁峙県
  - 武郷県
  - 浮山県
  - 聞喜県
  - 文水県
  - 汾城県
  - 汾西県
  - 汾陽県
  - 平順県:1916年、潞城県より分割設置。
  - 平定県
  - 平遥県
  - 平陸県
  - 平魯県
  - 偏関県
  - 蒲県
  - 方山県:1918年3月、離石県より分割設置。
  - 保徳県
  - 万泉県
  - 楡次県
  - 楡社県
  - 陽曲県
  - 陽高県
  - 陽城県
  - 嵐県
  - 離石県:1912年5月、永寧県として成立。1914年1月改称。
  - 遼県
  - 陵川県
  - 臨県
  - 臨晋県
  - 臨汾県
  - 霊丘県
  - 黎城県
  - 霊石県
  - 潞城県
  - 和順県